# Pentru tine (album)
Pentru Tine este cel de-al treilea album de studio al artistei Anna Lesko. De pe album face parte single-ul cu același nume. Câteva luni mai târziu, albumul a fost relansat într-o ediție specială ce includea alte două single-uri: Nu mai am Timp și Lasă-mă să Cred.

## Lista Melodiilor

### Ediția Standard
1. „Ploaia”
2. „Pentru Tine”
3. „Lasă-mă să Cred”
4. „E Totul Perfect”
5. „Să-mi Dai Curaj să Zbor”
6. „Nu Ești Sigur”
7. „Rază de Soare”
8. „Uneori”
9. „Aproape de Tine”
10. „Un Nou Început”
11. „Amintiri”
12. „Uneori” (Remxi)
13. „Să-mi Dai Curaj să Zbor” (versiune radio)
14. „Pentru Tine”
15. „Lasă-mă să Cred” (remix)

### Ediția Specială
1. „Nu mai am Timp”
2. „Ploaia”
3. „Pentru Tine”
4. „Lasă-mă să Cred”
5. „E Totul Perfect”
6. „Să-mi Dai Curaj să Zbor”
7. „Nu Ești Sigur”
8. „Rază de Soare”
9. „Uneori”
10. „Aproape de Tine”
11. „Un Nou Început”
12. „Amintiri”
13. „Uneori” (Remxi)
14. „Să-mi Dai Curaj să Zbor” (versiune radio)
15. „Pentru Tine”
16. „Lasă-mă să Cred” (remix)
17. „Nu mai am Timp” (remix)